# 保羅·洛倫齊
保羅·洛倫齊（Paolo Lorenzi，1981年12月15日—）是一位義大利職業網球運動員。

## 外部連結
- 保羅·洛倫齊（英文/西班牙文）的官方資料
- 保羅·洛倫齊的國際網球總會 職業／青少年 官方資料（英文）
- 保羅·洛倫齊的官方資料（英文）